# Merja Rantanen
Merja Rantanen, född 7 december 1980 i Jämsänkoski. Finländsk orienterare. Ingick i segrarlaget i stafetten vid VM 2008, 2010 och 2011.